# Almazbek Atambàiev
Almazbek Atambàiev (kirguís: Алмазбек Шаршенович Атамбаев)  (Arashan, 17 de setembre de 1956) va ser president del Kirguizstan entre l'1 de desembre de 2011 fins al 24 de novembre de 2017. Anteriorment va ocupar el càrrec de primer ministre del Kirguizstan des del 17 de desembre de 2010 fins al 23 de setembre de 2011. Ja havia ocupat el mateix càrrec entre març i novembre de 2007. A més, presideix el Partit Socialdemòcrata del Kirguizstan (SDPK) des del 30 de juliol de 1999.

## Carrera política
Les primeres eleccions a les quals es va presentar van ser les eleccions presidencials de l'any 2000, en les quals només va obtenir el 6% dels vots. El 2005, després de la revolució de les Tulipes i l'ascens al poder de Kurmanbek Bakiev, va formar part del govern com a ministre d'Indústria, Comerç i Turisme des del 20 de desembre d'aquell any fins a la seva dimissió el 21 d'abril de 2006.
Després de deixar el govern va passar a l'oposició liderant les protestes de novembre de 2006 en Bixkek, sota el paraigua del moviment For Reform. Malgrat el seu paper com destacat opositor, Bakiev el va nomenar primer ministre el 2007, intentant formar així una coalició amb alguns membres de l'oposició. El parlament va confirmar el seu nomenament per quaranta-vuit vots contra tres. A l'octubre Bakiev va dissoldre el govern, que havia de romandre en funcions fins a la celebració d'eleccions parlamentàries al desembre. No obstant això, Atambàiev va dimitir al novembre. Els partits de l'oposició van criticar la destitució d'Atambàiev, interpretant-ho com un signe d'autoritarisme de Bakiev, que castigava l'oposició d'Atambàiev a la intervenció del president en les eleccions parlamentàries.
El 2009 es va presentar a les eleccions presidencials davant Bakiev. Només va aconseguir el 8% dels vots enfront de la victòria aclaparadora de Bakiev. El mateix dia de les votacions, Atambàiev va declarar que les eleccions eren "il·legals" pel "frau generalitzat". Després de les eleccions van créixer les protestes contra la política autoritària de Bakiev, desembocant en una revolta el 2010 que va desallotjar al president del poder. La presidència va ser ocupada per Roza Otunbàieva, i a l'octubre es van celebrar les primeres eleccions parlamentàries netes. El partit d'Atambàiev va ser el segon més votat, aconseguint 26 escons en un parlament amb 120 diputats. Després de fracassar un intent de coalició amb els socialistes de Lliga Meken, el SDPK va arribar a un acord amb el partit més votat, els conservadors nacionalistes de Lliga-Zhurt i amb Respublika. Gràcies a aquesta coalició, Atambàiev va ser escollit primer ministre amb el suport de 92 diputats.
Es va presentar de nou a les eleccions presidencials de 2011, en les quals es triava al successor d'Otunbàieva, que no es presentava a la reelecció. En aquesta ocasió va aconseguir guanyar les eleccions en obtenir el 63% dels vots, molt per sobre del segon més votat, Adakhan Madumarov, que va obtenir un 15%. Madumarov va denunciar que s'havia comès frau i si bé la Comissió electoral central va determinar que s'havien comès algunes irregularitats, va declarar que aquestes no eren prou significatives com per anul·lar els resultats generals.

## Avaluacions del mandat presidencial
George Soros va parlar positivament sobre Almazbek Atambàiev, afirmant que "el Kirguizistan va tenir sort de tenir un president no corrupte", assenyalant que l'arribada al poder d'una persona que no està enfangada en la corrupció és bona per al desenvolupament democràtic del país. Alexander Soros va revisar positivament els esforços de digitalització del govern kirguís en el projecte Taza Koom.
Al final del mandat presidencial d'Atambaev, el Secretari General de l'ONU, António Guterres, va visitar el Kirguizistan i va afirmar: "Vaig quedar convençut que el Kirguizistan i el poble del país estan compromesos amb les idees de l'estat de dret, la democràcia, i aquesta va ser en realitat una elecció important per al poble kirguís."
Vladimir Putin va caracteritzar Almazbek Atambàiev com una persona que "manté la seva paraula... A vegades és difícil acordar alguna cosa amb ell, però si ja s'ha acordat alguna cosa, ell va fins al final en el compliment dels acords assolits."

## Política interna
Al novembre de 2015, el Ministeri de Defensa es va rebranditzar com a Comitè Estatal per a Assumptes de Defensa per ordre d'Atambàiev, mentre transferia l'autoritat sobre les Forces Armades de Kirguizistan a l'Estat Major, amb el Cap de l'Estat Major exercint la seva autoritat com a líder suprem de l'exèrcit i el segon al comandament del president.
Al desembre de 2016, Atambàiev va signar un decret que abolia oficialment l'ús de tribunals militars a Kirguizistan.
Atambaev va presidir un referèndum constitucional que proposava augmentar els poders del Primer Ministre i el seu govern, així com reformes al sistema judicial. Els experts internacionals van avaluar positivament la transició a una forma de govern parlamentària per reforma constitucional, el reforçament del paper del primer ministre i el parlament gràcies a la reforma constitucional, així com el fet que es suposava que estabilitzaria la institució de poder enfront de la creixent difusió de la ideologia islamista al país. Els canvis van ser aprovats amb una majoria aclaparadora de prop del 80% de la població kirguís.
Atambaev va triar apartar-se del segon mandat presidencial i respectar la Constitució malgrat que Putin i Nazarbaev li van demanar que es mantingués al poder: "El president rus Vladimir Putin i el president kazakh Nursultan Nazarbayev em van demanar que em quedés per un segon mandat, però els vaig explicar que no podia, perquè tenim un poble diferent. La gent triarà el que considerin més digne."

## Eleccions biomètriques
Un esdeveniment destacat durant el treball d'Almazbek Atambàiev és també la introducció de passaports biomètrics i un sistema electoral biomètric que va garantir la transparència de les eleccions i va excloure la possibilitat que un ciutadà voti diverses vegades. Només es va poder votar després d'identificar la vostra empremta digital. Durant la presidència d'Atambàiev, el país va introduir un sistema de participació en les eleccions basat en dades biomètriques, que va augmentar dramàticament la transparència del procediment de votació i va eliminar moltes oportunitats de falsificació. La llei de 2014 "Sobre el registre biomètric dels ciutadans de la República Kirguís" va tenir un paper important en el desenvolupament de la institució de les eleccions democràtiques.
La Unió Europea va ajudar Kirguizistan a organitzar les eleccions parlamentàries (2015), que es van considerar justes i competitives. Atambàiev va negociar aquesta ajuda durant la seva visita a Brussel·les durant les negociacions amb el president del Parlament Europeu Martin Schultz i el president del Consell Europeu Herman Van Rompuy el 2013. També en aquell moment, Atambàiev va tenir un diàleg actiu amb el president de la Comissió Europea, Jose Manuel Barroso.

## Política exterior amb Europa
Atambàiev va visitar Brussel·les com a president 4 vegades: el 2011, 2013, 2015 i 2016. Del 22 de març a l'1 d'abril de 2015, va tenir lloc la gira d'Atambàiev per països europeus (Suïssa, Àustria, França, Bèlgica, Alemanya), durant la qual es van arribar a nombrosos acords per aprofundir i desenvolupar relacions en diversos camps, des de l'intercanvi cultural fins a la cooperació en inversió. La UE ha proporcionat suport continu a Kirguizistan en les reformes democràtiques: dins del marc dels acords assolits per Atambaev, dins del marc de la cooperació bilateral per al període 2014-2020. La UE ha assignat 184 milions d'euros a la República Kirguís per al desenvolupament de tres sectors clau: educació, estat de dret i desenvolupament rural.
Kirguizistan també va rebre l'estatus de GSP+ amb la Unió Europea sota Almazbek Atambàiev el 2015. Per retenir l'estatus de GSP+, Kirguizistan ha de complir amb 27 convencions internacionals. 7 d'elles es relacionen amb els drets humans: protegir els drets dels nens, eliminar la discriminació contra les dones i les minories, protegir la llibertat d'expressió, la llibertat de reunió, el dret a un judici just, garantir la independència del poder judicial, així com els drets econòmics, culturals i socials.
A principis de 2012, Atambàiev va viatjar a Moscou, on en la seva reunió amb Medvedev va demanar els 15 milions de dòlars que Rússia devia a Kirguizistan per l'ús de la base aèria de Kant.
El 2011, poc després de convertir-se en president, Atambàiev va viatjar a Turquia i va signar un acord amb el president turc per acordar augmentar el comerç de 300 milions de dòlars el 2011 a 1.000 milions de dòlars el 2015, amb Turquia també acordant atraure inversió turca a Kirguizistan per l'import de 450 milions de dòlars en els propers anys.

## Arrest i alliberament amb suport internacional
Des que va deixar el càrrec el 24 de novembre de 2017 i va lliurar la presidència al seu successor i antic primer ministre Sooronbay Jeenbekov, ha exercit com a cap de l'SDPK. En la seva post presidència va tornar a l'arena política, sobretot criticant el seu propi successor. Aquesta crítica, que va començar a la primavera de 2018, ha girat principalment entorn de l'establiment del règim de clan familiar de Jeenbekov. Per aquell temps, els mitjans de comunicació van començar a deslumbrar amb titulars sobre el règim de clan familiar de Jeenbekov i desenes dels seus parents en l'aparell estatal més alt, les ambaixades i el parlament. El 17 de març, va expressar el seu penediment dient: "Em disculpo amb tothom per haver portat aquesta persona al poder".
El 9 d'agost de 2019, les forces especials van arrestar il·legalment Almazbek Atambaev i l'oficina del Partit Socialdemòcrata de Kirguizistan juntament amb el canal de televisió d'abril, que va expressar l'agenda d'oposició a la població. Tots els documents del partit, tot l'equip organitzatiu i altres propietats que pertanyen al Partit Socialdemòcrata de Kirguizistan van ser confiscats il·legalment. Després de rebre informació sobre els membres de l'SDPK a tot el país en els ordinadors i servidors de l'SDPK, els serveis especials van començar a trucar a tots els membres de l'SDPK a tot el país per a interrogatoris i van exercir una forta pressió. La població del país, entenent l'absurditat de les acusacions contra l'ex-president Atambàiev i valorant de manera sensata els atacs de les autoritats a l'SDPK, com a pressió sobre l'oposició, es va posicionar al costat de l'ex-president Atambaev.
El 8 de juliol de 2022, la comunitat internacional (63 partits polítics de tot el món) va fer una declaració, que “la manera en què l'antic president ha estat detingut, jutjat i sentenciat contravé els seus drets legals i humans com a acusat, viola el Codi Penal de Kirguizistan i infringeix les normes judicials internacionals”. Malgrat la necessitat de dues operacions a l'esòfag, la necessitat de les quals va ser conclòs pel Centre Nacional d'Cardiologia de l'estat, on Atambàiev va ser examinat, fins a dia d'avui aquestes operacions no s'han dut a terme. A Atambàiev se li va diagnosticar l'esòfag de Barrett. Més tard va ser alliberat amb el suport del primer ministre d'Espanya Pedro Sánchez i transportat a Espanya per a operacions mèdiques. Atambàiev va ser absolt en tots els casos criminals contra ell.